# ラングリッサーシリーズ
ラングリッサーシリーズ（Langrisser Series）は、日本コンピュータシステム（NCS）がメサイヤブランドを用いて1991年4月26日に発売した『ラングリッサー』を第1作とするシミュレーションRPGのシリーズ作品。
2015年7月23日には発売元が株式会社エクストリーム（以下、extreme）に変わり、メサイヤゲームスブランドを用いて最新作『ラングリッサー リインカーネーション -転生-』をニンテンドー3DS用に発売した。さらに2019年には、エクストリーム社にライセンス供与されたZlongameが手掛け、2018年から中国で配信されていた『ラングリッサー モバイル』が日本でも配信された。
本項では、この2作品以外を総覧して解説する。

## 概要
当初はメガドライブで発売、『III』以降は主なプラットフォームをセガサターンに移し、スーパーファミコンやプレイステーションなどにも移植される。開発は『I』-『II』がNCS、『III』-『V』がキャリアソフト（実質的なメイン開発陣はほぼ同一）。『I』 - 『V』のイラストはうるし原智志が描く。
NCSが本作以前にPC-88シリーズで発売したウォーシミュレーションゲーム『エルスリード』『ガイアの紋章』『ガイフレーム』（エルスリード三部作）と世界観を共有する続編的作品となっている（ガイフレームのみ遥か未来の話）。『エルスリード』はエルスリード国王にして光の魔術師のジークハルトとヴェルゼリア国王にして闇の魔導師のボーゼルの2名しか名有りキャラクターは存在しない。なおマニュアル掲載のジークハルト王（五世）とボーゼル（四世）の設定は『III』に登場するジークハルト王（レイモンド）及び3名のボーゼルの設定とは全く異なり、これについて『うるし原智志イラスト集 LEGEND OF LANGRISSER』では「メガドライブの『ラングリッサー』とセガサターン用の『III』の間に位置する時代設定で、ジークハルト王とボーゼルも登場（数世代後だが）」と解説している。またラングリッサーリシーズと共通の地名が存在している。
聖剣（秘剣）ラングリッサーをめぐるファンタジー作品である本シリーズは、初めて本格的に「ユニット属性」を取り入れた戦略性の高いゲームであったが、故にゲームシステムも複雑なものとなった。数人の指揮官ユニット（レベルアップ可）に複数の傭兵ユニット（使い捨て）を配属し、指揮官にはその傭兵に対する指揮能力や指揮範囲のパラメータを持たせたという点が大きな特徴。シリーズ化以降、『III』でゲームシステムを大幅に変更しているが、「属性」による戦略は変わっていない。
「戦略性」だけでなく「色気」にも力が入っている作品であり、多くの女性指揮官が登場し、主人公とのラブロマンス・イベントも豊富である。
基本システム
敵味方で個別のターンが存在し、プレイヤーが自軍ユニット（1ユニット兵士10名で構成）に対し、個別で移動・攻撃の指示を与えていく、ファミコンウォーズなどに代表される典型的な戦術シミュレーション・ゲーム。
ユニットはそれぞれ性能（攻撃力・防御力・移動力・攻撃射程）が異なり、「属性」で分けられている。
1作目のみ倒された指揮官は死亡してロストしてしまうが、PCエンジン版からは撤退扱いになり倒されても復活できるようになった。傭兵は指揮官が倒されると同時に全滅する。
ユニット属性
ユニットは「歩兵」「騎兵」「弓兵」「飛兵」「水兵」「僧兵」「市民」に分類され、3すくみと呼ばれるじゃんけんに似たダメージ補正を受ける仕組みになっている。実際の対決（1ユニット同士の戦闘シーン）では、「歩兵は弓兵に強く騎兵に弱い」「騎兵は歩兵に強く弓兵に弱い」「弓兵は騎兵に強く歩兵に弱い」という3点が基本だが、「飛兵は弓兵に弱い」「僧兵はスライムに強い」といった特殊な相性も存在する。
1作目のみ通常攻撃には射程の概念が存在しないため、隣接したユニットにしか攻撃できず、相性や地形による補正などが重要となっている。
『II』以降は新たに「槍兵」（攻撃力と防御力が高い）が追加され、「歩兵」（複雑な地形の踏破能力に優れる）、「騎兵」（平地の機動性と攻撃力が高い）との3すくみに改められており、相性は「歩兵は槍兵に強く騎兵に弱い」「槍兵は騎兵に強く歩兵に弱い」「騎兵は歩兵に強く槍兵に弱い」に変更された。
また、射程の概念が追加され、弓兵は長射程で一方的に攻撃できる代わりに大半のユニットに対して不利になり、有利に戦えるのは飛兵だけになった。プレイステーションなどのリメイク版でもこちらのシステムが採用されている。
この属性のコンセプトは、現実世界の15〜17世紀のテルシオ戦術が盛んな頃の戦場をモデルにしていると思われ、初期作品では実際に「防御が硬い槍兵を並べて、後ろから弓兵やバリスタが攻撃する」というテルシオ戦術に習った編成を行うと、比較的楽にゲームが進められる。逆に、そういった戦術をまったく考慮しないと苦戦を強いられ、後半になるほど物量や力押しは通用しなくなっていく。また、機動性や防御力が高いユニットがやや有利に働くため、「歩兵」はやや不遇であった。

## シリーズ作品
| 1991 | ラングリッサー                             |
| 1992 |                                            |
| 1993 |                                            |
| 1994 | ラングリッサーII                           |
| 1995 |                                            |
| 1996 | ラングリッサーIII                          |
| 1997 | ラングリッサーIV                           |
| 1998 | ラングリッサーV                            |
| 1999 | ラングリッサーミレニアム                   |
| 2000 |                                            |
| 2001 |                                            |
| 2002 |                                            |
| 2003 |                                            |
| 2004 |                                            |
| 2005 |                                            |
| 2006 |                                            |
| 2007 |                                            |
| 2008 |                                            |
| 2009 |                                            |
| 2010 |                                            |
| 2011 |                                            |
| 2012 |                                            |
| 2013 |                                            |
| 2014 |                                            |
| 2015 | ラングリッサー リインカーネーション -転生- |
| 2016 |                                            |
| 2017 |                                            |
| 2018 |                                            |
| 2019 | ラングリッサー モバイル                    |

- ラングリッサー（1991年4月26日、メガドライブ）
  - ラングリッサー 〜光輝の末裔〜（1993年8月6日、PCエンジン、シリーズ全編を通して、唯一エンディングに歌が収録されている）
  - ラングリッサー I&IIスペシャル版（1997年7月31日、PlayStation、NES 日本コンピュータシステム）
  - ラングリッサーI（1998年10月2日、Win9x、発売はアンバランス）
  - ラングリッサー（2003年4月16日、Windows Me/2000/Xp、MD版を再現したもの。発売はセガ）

2007年11月27日、MD版がWiiのバーチャルコンソールで配信開始[6]。
2011年2月16日、PCE版がゲームアーカイブス（PS3・PSP対応）で配信開始[7]。
2015年3月31日、MD版がプロジェクトEGGで配信開始[8]。
2016年8月16日、PCE版がプロジェクトEGGで配信開始[9]。
2017年3月29日、PCE版がWii Uのバーチャルコンソールで配信開始[10]。
  - ラングリッサー（2022年10月27日、SEGA Genesis Mini 2、MD版をプリインストール収録。発売はセガ、開発はエムツー）[11]
- ラングリッサーII（1994年8月26日、メガドライブ）
  - デア ラングリッサー（1995年6月30日、スーパーファミコン、中身は『II』をベースにシナリオ分岐、マルチエンディングを取り入れた改修版）
  - デア ラングリッサーFX（1996年4月26日、PC-FX）
  - ラングリッサーI&II（1997年7月31日、PlayStation、『II』の中身は『デア ラングリッサー』）
  - ラングリッサードラマティックエディション（1998年2月26日、セガサターン、内容は『I&II』、『II』の中身はデアにシナリオ追加したもの）
  - ラングリッサーII（1998年11月20日、Win9x、発売はアンバランス）
  - ラングリッサーII（2003年4月16日、Windows Me/2000/Xp、MD版を再現したもの。発売はセガ）

2007年12月25日、MD版がWiiのバーチャルコンソールで配信開始。
2009年4月14日、SFC版がWiiのバーチャルコンソールで配信開始。
2009年4月22日、PS版I&IIがゲームアーカイブス（PS3・PSP対応）で配信開始[12]。
2014年12月16日、SFC版がプロジェクトEGGで配信開始[13]。
2015年8月11日 - プロジェクトEGGにてメガドライブ版が配信（『II』）[14]。
  - ラングリッサーI&II（2019年4月18日（PC版：2020年3月10日）、PS4・Nintendo Switch[15]・Windows 7（Steam）[16]、キャラクターデザイン：凪良、発売：角川ゲームス、NIS America）
  - ラングリッサーII（2019年9月19日、メガドライブ ミニ、MD版をプリインストール収録。発売はセガ、開発はエムツー）[17]
- ラングリッサーIII（1996年10月18日、セガサターン）
  - ラングリッサーIII（1999年、PC 移植版）発売: SOFT ACTION（韓国）
  - ラングリッサーIII（2005年10月27日、PlayStation 2、発売：タイトー）
- ラングリッサーIV（1997年8月1日、セガサターン）
- ラングリッサーV 〜The End of Legend〜（1998年6月18日、セガサターン）
  - ラングリッサーIV&V ファイナルエディション（1999年1月28日、PlayStation）

2009年11月26日、PS版『IV&V』がゲームアーカイブス（PS3・PSP対応）で配信開始[18]。レイティングはCERO：B（12才以上対象）。
- ラングリッサー トリビュート（1998年12月23日、セガサターン、『I』 - 『V』のセット商品、『II』の中身はドラマティックエディション）
- ラングリッサーミレニアム（1999年11月3日、ドリームキャスト、キャラクターデザイン：介錯、K2商会）
  - ラングリッサーミレニアムWS THE LAST CENTURY（2000年3月9日、ワンダースワン）
- ラングリッサー シュヴァルツ（開発中止、MMORPG）[19]
- ラングリッサー トライソード（2012年7月18日、ブラウザゲーム、同年12月27日サービス終了）[19]
- ラングリッサー リインカーネーション -転生-（2015年7月23日、ニンテンドー3DS、キャラクターデザイン：カイエダヒロシ）
- ラングリッサー モバイル（2019年4月2日、iOS、Android、発売：紫龍株式会社）

## 登場キャラクター
シリーズで複数回登場するキャラクターを列挙する。

### 天界
ルシリス
声：平松晶子（『II』）、井上喜久子（『III』 - 『V』）、早見沙織（PS4・Switch版『I&II』）
登場作品：II - V、モバイル
光輝の女神。法を司り平和と安定を願う慈悲深き女神。そのため相反するカオスとは敵対関係にある。
本来はクリムゾランダーの兵器であった破邪の剣（この破邪の剣はクリムゾニアの作った真の破邪の剣のレプリカ）をラングリッサーへと改造した。
『II』の闇ルート及び独立軍ルートでは敵として登場し、『I』の主人公レディンや、ジークハルト王を召喚しエルウィンの前に立ち塞がる。
ジェシカ
声：さとうあい（PCE版『I』、『III』）、潘恵子（『II』）、久川綾（PS・SS版『I』）、前田愛（『IV』、『V』）、悠木碧（『リインカーネーション』）、高梁碧（『モバイル』）、喜多村英梨（PS4・Switch版『I&II』）
登場作品：I - V、リインカーネーション、モバイル
ラングリッサーの秘密を知る魔術師。転生の秘法を用いて、『III』の時点で数百年、『V』の時点で1000年以上生き続けている。

### ヴェルゼリア
カオス
声：笹岡繁蔵（PCE版『I』、『III』）、渡部猛（『II』、PS・SS版『I』）、佐藤正治（『IV』）、上別府仁資（PS4・Switch版『I&II』）
登場作品：I - V、モバイル
魔族の頂点に立つ混沌の神。作中の台詞やシーンから、「魔族が信奉する対象である」「ルシリス同様、世界そのものの力である」「世界が停滞した時に現れ、世界を破壊する」「文明の発展を促すことが目的である」「魔神グラーズは邪神ゲンドラシルの配下であり、カオスとは敵対している」「邪神ゲンドラシルはカオスと同じく神の座に名を連ねる」「魔剣アルハザードを鍛えた」といったことが分かる。
魔族に崇拝され、カオス自身もボーゼルに力を貸しているものの、自らは秩序によって停滞した世界を破壊し、さらなる進化を促すことが使命であると語っている。そのため、単に邪悪な存在とは言い切れず、人間と対立する魔族からは、人間が作る秩序を破壊する存在として崇拝され、カオスもまた、自身の使命を遂行するのに都合が良いとしてこれを受け入れていたものと思われる。『II』（SS版以降）では覇道を目指すエルウィンに、賛美とも侮辱とも取れる賞賛をかける事も。
ボーゼル
声：塩沢兼人（PC-FX版『II』 - 『IV』）、森川智之（『モバイル』）、井上和彦（PS4・Switch版『I&II』）
登場作品：I - V、モバイル
混沌の神カオスの代行者にして闇の勢力の盟主で、ラングリッサーに封印されていた「古の邪悪」。闇の貴公子とも称される。光を盲信する人間を嫌悪しているが、その反面、優秀な人間ならば素直に評価する。
この名前は本名ではなく、代々カオスに仕える者が使う偽名・称号のような物で、『III』では2度違う人物に襲名された。ラングリッサーシリーズにおける表現で言えば「新たなボーゼルが決まった」。
基本的には不死身の存在で、アルハザードがある限り、次のボーゼルが決まらない限りは、ある程度の年月を必要とはするものの何度でも蘇ることができる。

## ラングリッサー
『ラングリッサー』（Langrisser）は、日本コンピュータシステム（NCS）がメサイヤブランドを用いて1991年4月26日に発売したメガドライブ用シミュレーションRPG。

### ストーリー
遥か伝説の時より、今に伝わる剣"ラングリッサー"。この剣を持つ者は無限の力を得るという。欲深き者どもはその剣を求め互いに殺し合い、善なる人々は剣を守るためにその命をかけ、多くの血が流されていった。しかし、"ラングリッサー"も今は秘剣として封じられ、いにしえの英雄の血を引くパルディア王家の手により、悪しき者どもから守られていた。だが皇帝ディゴスが"ラングリッサー"を狙い、パルディアに侵攻してきた。

### 登場人物
声優名はPCE版 / PS版 / PS4・Switch版 / 『ラングリッサー モバイル』の順。

#### バルディア王国
レディン
声：堀川りょう / 同左 / 逢坂良太 / 置鮎龍太郎
聖剣ラングリッサーを守護するバルディア王国の王子。剣術を得意とし誰よりも平和を望む。
ダルシス帝国の侵攻を受けて命辛々脱出した後、バルディア直系唯一の生き残りとして聖剣ラングリッサー奪還の旅に出る。
PS4・Switch版の新規ルートでは、生真面目で純粋過ぎるが故に極端な行動に走る面も描かれている。
クリス
声：平松晶子 / 皆口裕子 / 佐倉綾音 / 同左
僧侶修行のため巡礼を兼ねて旅をしている少女。道中シカ族に襲われていた所をレディンに助けられ、サルラスに無事送り届けられた後、ゲルの森で苦戦していた一行の下へと駆けつける。以後レディン一行に加わり、最後まで苦難を共にした。
ナーム
声：島津冴子 / 冬馬由美 / 大坪由佳 / 徳井青空
バルディア王国近衛兵団中隊長。国王らの信任は厚く無事にレディン達を逃がすほどの手並みを持つ。MD版では特に言及がなかったが、後年「グッドエンド後の武者修行でランスと再会、伴侶となって国家カルザス建国の祖となった」との設定が付加された。
ジェシカ

声：さとうあい / 久川綾 / 喜多村英梨 / 高梁碧
バルディア王家に仕える宮廷魔導士の女性。イルザック王以外で聖剣ラングリッサーについて知っている。
ヴォルコフ
声：銀河万丈 / 小川真司 / 佐々健太 / ？
忠厚き老騎士。普段は温厚だが、戦闘の際は勇敢に戦う。イルザックにレディンを託され、共にバルディアから脱出。戦術家でもあり、まだ経験の浅いレディンを導く。バルディア帰還を目前にした矢先、レディンをかばって毒矢に討たれ死亡する。
テイラー
声：堀内賢雄 / 石川英郎 / 兼政郁人 / ？
元海賊だった騎士。イルザックと剣を交えたがその時彼を気に入りそのまま騎士団に参入する。バルディア落城後は捕虜となっているが、後にレディンらに救出される。物腰は粗野で不敵だが、義理堅い一面も持つ。
アルバート
声：稲葉実 / 麻生智久 / 柳田淳一 / ？
バルディア辺境警備隊の冷静沈着な隊長。侵攻してきたダルシス軍から砦を防衛していた折、レディンに救助され、そのまま合流する。
ホーキング
声：田原アルノ / 同左 / 亀山雄慈 / ？
サルラス領主。レディンの父イルザックの旧友でもありレディン達に協力を惜しまない。後に自らも戦線に参加する。PCE版のエンディングにて、娘が一人居ることが確認出来る。
ソーン
声：無し / 江川央生 / 武田幸史 / 未登場
サルラス警備隊長。ホーキングに絶対の忠誠を誓っておりホーキングの命令でレディン達に協力する。
PS4・Switch版では益荒男的な面が強調され、さらに訓練マニアでもある。また、ゲル退治の専門家という設定からか「ファイアーボール」が使えるようになっている。
イルザック
声：無し / 大木民夫 / 山本兼平 / ？
バルディア国王。聖なる剣ラングリッサーを手に、息子のレディンらを先に逃がし奮戦するも、多勢の前に力尽きる。
コッセル
声：無し / 大木民夫
バルディア王家に仕える司祭。高齢だが戦闘能力は高い。

#### ダルシス帝国
ランス
声：井上和彦 / 同左 / 森嶋秀太 / 最上嗣生
ダルシス帝国近衛騎士団長。フルネームはランス・カルザス。レディン最大のライバルと言われる男。黒鎧を纏うため黒騎士との異名を持つ騎士で実力も然ることながら、騎士道を重んじるため帝国陣営の信頼はかなり熱く慕われている。幾度となくバルディア軍に立ちはだかるが、ダルシス滅亡後、とある町で魔物に石にされていたところをレディンらに助けられたことがきっかけで一時、共闘する。しかし、ヴェルゼリア城突入直前に魔物の大軍を一人で食い止めるため離脱する（ルートによってはナームと二人で離脱）。その後、生還を果たしてナームと結ばれカルザスの元を築くのだが、実はそれより以前に恋仲だった女性がいたが、その女性はナーギャが操る魔物によって殺されてしまったらしいことがルートによっては会話で明らかになる。
ルートによってはディゴス亡きあとの後継者争いの際に妹ベティをかばって命を落とす。その事件はレディンの行く末に昏い影を落とすことになる。ディゴスが生存するルートでも、ナーギャの挑発に乗って重傷を負わされた挙句にボーゼルに洗脳されて彼の手先になるか、ディゴスに反乱を起こし帝国の実権を掌握すると魔族・シカ族など反バルディア王国の勢力を糾合するといった、いずれもレディンたちに最終決戦を挑むことがある。
ディゴス
声：田原アルノ / 麻生智久 / 各務立基 / ？
ダルシス帝国皇帝。攻撃力・防御力もさることながら高レベルの魔法も自在に操る強者。大陸制覇のためラングリッサーを手に入れるべくバルディアに侵略戦争をしかけた張本人だが、ボーゼルの復活の手駒としてニコリスに利用されていただけだった。しかし、平和を望む気持ちは本物だったらしく、ランス達家臣からは慕われていた。
死の間際「戦乱の世に平和を呼ぶ戻すのは力以外にない」という意味深い言葉を残して逝く。レディンたちはその言葉を強く否定した。
PS4・Switch版では、ルートにはよっては洗脳から解放され、さらに生存させることも可能になり、プレイヤーキャラクターにもなる。
ゼルド
声：堀内賢雄 / 川津泰彦 / 矢野龍太 / ？
ダルシス帝国将軍。立ち振る舞いは粗暴で無頼漢といえるものだが、実力と国への忠誠心は高くディゴスからの信頼も厚い。バルディア攻略戦にも参加し将軍としての力を見せつける。
ライアス
声：無し / 永田一郎 / 大本裕 / ？
ランスの副官の一人である青年騎士。ランスと共に何度も敵の増援として姿を見せるが、ツインキャッスルでの登場を最後に、以後は全く姿を見せなくなる。
PS4・Switch版ではレティシアと共にカルザス家に仕える騎士という設定が付加され、ルートによってはプレイヤーキャラクターとして使えるようになった。
レティシア
声：無し / 宇和川恵美 / 千本木彩花 / 松浦チエ
ランスの副官の一人である女性騎士。Map5にてランス、ライアスと共に登場するが、それ以後姿を見せなくなる。
PS4・Switch版では出番が格段に増え、ランス・ライアスと共に増援として登場するようになり、ルートによってはライアス同様にプレイヤーキャラクターとして使えるようになった。
セリア
声：池上麻里子 / ？ / 佳村はるか / 苅谷瑠衣
ゼルドを慕うダルシスの女性士官。占領したバルディア城でレディンらと戦う。その後、ゼルドの弔い合戦のため、ワール川にて陣を敷く。
ベルヌーイ
声：無し / 永田一郎
ダルシス帝国将軍ザルダフ配下の隊長。アンゼル砦の攻略を任されていたが、あと一歩のところで増援に駆けつけたレディンらに討ち取られる。
ザルダフ
声：？ / 渡部猛
ダルシス帝国将軍。アンゼル攻略部隊の司令官。アンゼル砦の戦力を見誤り、不本意な撤退を余儀なくされ、本隊から離れたところをレディンらに奇襲される。奇襲に気付き振り切ろうとするが、空しく討ち取られてしまう。
キルヒナー
声：？ / 永田一郎
ダルシス帝国将軍。湖上の砦ヴァルクの司令官。攻撃を掛けるレディンらバルディア軍を幾度も退けたことから将としての優秀さがうかがえるが、命を掛けたバルディア軍の最後の猛攻により、遂に砦内への侵入を許してしまう。敵の虜になることを良しとせず、主ディゴスに己の至らなさを詫びつつ自刃して果てた。
サー・ガリウス
声：無し / 川津泰彦 / 望月英
ダルシス帝国の宮廷魔導士。ゼルドらと共にバルディアに侵攻した。ツインキャッスル前で再び姿を現し、レディンを侮辱する言葉を吐く。ツインキャッスル城内戦でも増援として出現し、分断され狭い城内にいるレディンたちを強力な魔法とバリスタの遠隔攻撃で狙い撃ちにする。外見通りの嫌らしい性格。
PS4・Switch版では、バルディア王国に何らかの理由から恨みを抱いているという設定が付加され、ルートによってはそれをニコリスに付け込まれて操られ、実の主君にまで刃を向けてしまう。
リスラム
声：無し / 江川央生
ダルシス帝国の鼻息荒い近衛隊長。ツインキャッスル城内で分断されたバルディア軍の合流を阻むべく、城内の連絡通路に立ちはだかる。レディンにディゴスと間違えられていた。
ベティ
声：東城日沙子
PS4・Switch版で追加されたキャラクター。ランスの妹。口調や物腰はその出身に相応しいものだが、余りある行動力からしばしば空回りする、いわゆる猪突猛進な面も持つ。
ディゴスが死亡するルートでは、ディゴス亡きあとの後継者争いで苦境に立たされる兄ランスへの助力を願うため、レディンたちの前に姿を現す。ディゴス生存ルートではヴェルゼリアに向かうレディンたちを追って登場する。

#### 闇の勢力
ナーギャ
声：西川幾雄 / 川津泰彦
カオスとボーゼルを崇拝する邪教徒の一人。魔物たちを意のままに操る事が出来る。ボーゼル復活後、レディンらの前に何度も姿を見せる。ランスと因縁があり、最期はランスの怒りによって成敗されたが、彼もまたディゴスと同じく、ニコリスに操られた犠牲者だった。
攻略本『ラングリッサー 光輝の末裔（PCエンジン版）』によると、操られる以前はヴェルゼリアのガイド役だったという。
ニコリス
声：坂東尚樹 / 麻井智久
カオスとボーゼルを崇拝する邪教徒の一人にしてナーギャの上司。人の心を操る術を得意としており、ボーゼル復活の為にディゴスを洗脳してラングリッサーを奪わせた張本人である。最後はその真実を知ったレディン達の怒りを買って断罪された。
攻略本『ラングリッサー 光輝の末裔（PCエンジン版）』によると、古の力を求めてヴェルゼリアにやって来たが、そこでボーゼルと出会い、配下についたといわれている。
ボーゼル

声：無し / 無し / 井上和彦 / 森川智之
ニコリスに操られたディゴスがバルディア城から持ち出したことにより、物語後半で封印から解き放たれてしまう。元々我欲の強い人間から転生した存在ゆえか、カオスを召還しその力を取り込み、自ら神になるという不遜な企みを抱いている。しかし攻略本『ラングリッサー 光輝の末裔（PCエンジン版）』によると、それすらカオスの精神操作によるものといわれている。
レディンらに敗れ、起死回生のため召還したカオスの力を取り込もうとするが、満身創痍の身では叶う筈も無く、逆にカオスに取り込まれてしまう。その後、どういう経緯か、未登場だったアルハザードごとヴェルゼリアに封印され、その力を求めたベルンハルトによって解放されたことが次作にて語られている。
カオス

#### シカ族
ド・モトフ
声：無し / 渡部猛
シカ族の中心人物の一人。サルラス近辺でクリスら巡礼団を襲い、失敗すると今度はサルラスを夜襲する。シカ族の中では腕に覚えがあり、多少の狡猾さも持ち合わせている。
カ・イロウ
声：無し
シカ族の中心人物の一人。サルラスを夜襲するシカ族のリーダー格。シカ族の中では最強の強さを誇る。

## ラングリッサーIV
『ラングリッサーIV』は1997年8月1日に発売されたセガサターン用シミュレーションRPG。

### 登場人物
声優名は『IV』 / 『モバイル』の順。

#### 主人公パーティ
ランディウス
声：置鮎龍太郎 / 同左
主人公。ラングリッサー史上、唯一の光輝の末裔ではない主人公。水害で全滅したレクリオ村出身で、隣村ゴタール村の村長の養子として育てられた。物語スタート時点では17歳。実は古代民族クリムゾ人であることが次作で明かされる。初期クラスはナイト。隠しクラスはハーミット、ロイヤルガード、ドラゴンマスター、勇者、ランディウス専用のアバタールで、キャラメイク時にこれらの中から2つを選ぶことができる。
母親の形見で村の宝として管理されていた「賢者の水晶」を狙うギザロフの陰謀で、反乱に追い込まれ逆にギザロフに追い詰められるも、マクレーンに救われ、暗殺の危機から救ったアンジェリナ達の助力を得て一度はレイチェルを取り戻す。
以降はカコンシス王国の部隊長として働き、先鋒や遊撃などの任務で活躍する。
正規ルートであるCルートでは魔族との同盟に危惧を現したため、リッキー、マクレーンと共に追放に近い形で出撃させられた挙句に、カコンシス王の命令を受けたシェルファニールに殺されそうになるが、父に愛想を尽かしたアンジェリナや一度は敵対したものの降参して味方に加わったリスティル、ナールの加勢を得てこれを撃退する。その後、ギザロフのスパイである魔神グラーズに操られたブルーノ将軍に襲われたシェルファニールを助け、カコンシス王都グルノンプールを制圧。正体を現したボーゼルに戦いを挑み、「賢者の水晶」から分離されたラングリッサーを奪回して、カオスを打ち破る。そしてラングリッサーの力でグラーズに憑依されていた実姉エミリーを救出し、ランフォードを仲間に加えてギザロフとの最終決戦に臨む。
現実主義者で、この世界では珍しく「光＝善」「闇＝悪」という考え方をしない（ルートにもよるが）。それゆえ、人間(実はクリムゾ人であるが)のなかでは最もボーゼルに気に入られていた。
賢者の水晶
『ラングリッサーII』ラストでリアナ・ラーナ姉妹により封印されたラングリッサーとアルハザードの融合形態。ルシリスがネオグロリアに保管していたが、物語開始時点から30年ほど前に邪神ゲンドラシルに盗まれ、地上に落下。レクリオ村のクリムゾランダーに回収され、ランディウスとエミリエルの母親が管理していた。
真の力は封印を解除した時に発揮されるが、そのままでも魔力の発生・増強装置としては最強クラスの性能を有する。そのため、ボーゼルはギザロフがラングリッサーとアルハザードのことを知っていたかどうかについて断言を避けていたが、次回作の『V』で、ギザロフは最初から、賢者の水晶＝ラングリッサーとアルハザードの融合体であると知っていたことが判明。

アンジェリナ
声：桑島法子 / 天海由梨奈
カコンシス王国第二王女でヒロインの一人。シェルファニールとは双生児の姉妹。物語スタート時点では16歳。初期クラスはペガサスナイト、隠しクラスはロイヤルガードとドラゴンマスター。
男勝りの武術の腕をもつ上に頭も切れるため、凛々しい印象を与えるが、好きな男性には甘えたがりな一面も持つ。幼少時代に森で遭難し、そこで偶然出会ったランディウスと協力して森から抜け出した過去があり、その時ランディウスが落とした母親の形見のペンダントを肌身離さずに持っていた。
序盤でギザロフの暗殺隊に襲われていたところをランディウスに救われ、ランディウスを自国に迎え入れる。中盤ではランディウスが生き別れの弟であると気がついたエミリーとランディウスの板挟みになって苦悩する。
正規ルートであるCルートではヒロイン中最もランディウスとの繋がりが深く、ランディウス達を抹殺しようとした父に愛想を尽かし、ランディウス達の味方に加わる。そのままカコンシスとシェルファニールを首都グルノンプールに追い詰めるが、ギザロフのスパイに体を乗っ取られたブルーノが反乱を起こしたことを契機に姉と和解。そのままボーゼルとの戦いやギザロフとの最終決戦に同行する。
正史ではラングリッサーⅤ終了後にランディウスの妻になるが、寿命の差から先に老衰死してしまった。
シェルファニール
声：岩男潤子 / 白城なお
カコンシス第一王女でヒロインの一人。アンジェリナとは双生児の姉妹。物語スタート時点では16歳。正規ルートであるCルートの終盤で女王に仮即位する。初期クラスはウォーロック、隠しクラスはプリンセスとハーミット。
温和な性格であるが、レイチェルに近いほどの強力な魔力を秘めている。父であるカコンシス王の我儘に困るランディウス達に頭を下げる役割を強いられていた。おっとりした言動をしているが、カコンシス王のランディウス抹殺指令で内戦が起こったときには、ランディウスに恋心を抱いているアンジェリナをランディウスの味方に遣り、どちらが勝っても王家が生き残るように取り計らう、と戦略的な眼力はある。なお、レイチェルとの会話で彼女もランディウスを慕っていたことが判明する。
正規ルートのCルートではカコンシス王の命令でランディウスを襲撃するも、ランディウスとアンジェリナに連敗し、首都グルノンプールにまで追い詰められる。この時に魔族との同盟に反対意見を述べたにもかかわらず、魔族であるリスティルの降服を受け入れたランディウスに怒りと嫉妬心を見せている。魔神グラーズに体を乗っ取られたブルーノ将軍が反乱を起こし、カコンシス王を殺害したことを契機にランディウスやアンジェリナと和解、以降は再度ランディウス側の戦力として従軍する。
レイチェル
声：住友優子 / 種田梨沙
ランディウスを育てたゴタール村長の実子でヒロインの一人。物語スタート時点では15歳。リッキーとは年子の姉弟。初期クラスはヒーラー、隠しクラスはハーミット。
甘えん坊のお兄ちゃん子であると同時に、非常に寛容な性格で、正規ルートのラストシーンでは敵対したこともあるエミリーを「ランディウスの実姉なら自分の姉も同然」と受け入れる。しかし、流石に父親の仇であるクルーガーには憎悪をむき出しにして襲いかかっている。
強力な魔力を秘めていたため、実験材料としてギザロフに監禁されるが、ランディウス達に救われ、カコンシス王国へと逃れる。
正規ルートであるCルートではギザロフとの同盟の手土産としてカコンシスからギザロフに再度引き渡され、ギザロフの切り札ガイフレームのパイロットとされてしまうが、最終決戦でランディウスに救われる。
スタッフによると、ランディウスとそれ以外の人（弟リッキー含む）では口調がまるで違うことがネタにされていたらしい（例：「な〜に？お兄ちゃん」、「何？リッキー」など）。
『V』には名前だけ登場。
ガイフレーム
クリムゾ人が古代戦争で使った巨大兵器。『III』で登場したガルツォークと異なり、リモートコントロール式ではなく、有人操作式で操縦席に魔力の高い人間、若しくはクリムゾ人を乗せる必要がある。機能的にも砲撃支援向けのガルツォークに対して接近戦を重視している傾向がある。
大きさはガルツォークと比べるとかなり小さく、大きな建物の中なら入ることもできるが、調整が万全なら戦闘力は魔剣アルハザードを得た邪神ゲンドラシルに勝てるほど高い。

マクレーン
声：神谷浩史 / 三木真一郎
ギザロフに改造された改造人間。物語スタート時点では28歳。初期クラスはファイター、隠しクラスはサーペンマスターと忍者マスター。一緒に誘拐されたまま消息不明となっていた妹を探していた中、ギザロフの追手からランディウスとリッキーを助けたことから仲間となる。
肉体の機械的強化型改造人間として改造されたものの、魔力強化に失敗したためギザロフは失敗作扱いしていたが、パワーと魔法防御力は常人を大幅に上回る能力が付加されている。
実は富裕な家の息子であり、大陸の地誌や戦術に詳しく、一行の参謀役を務める。
ギザロフと敵対しているという理由でランディウス達に同行するが、それ以上にランディウスのことを気に入っている。ランディウスが人類と敵対するBルートでも最後まで同行するのは、それが理由である。
正規ルートであるCルートのエンド後は、カコンシスやレーゲンブルグへの将軍就任を断り、ジェシカを追ってフィジット港に向かい、エルサリア大陸の戦乱に巻き込まれることになる。
ジェシカに対して想いを抱いているようで、作中で何度かアプローチをかけている。
リッキー
声：石川英郎 / 子安光樹
ランディウスを育てたゴタール村長の実子。物語スタート時点では14歳。レイチェルとは年子の姉弟。初期クラスはファイター、隠しクラスはハーミットとサーペンマスター。
やや気障な性格で、よくマクレーンに玩具にされている。シェルファニールに一目ぼれし、アタックを繰り返すが、逆にランディウス、レイチェルとアンジェリナの3人には頭が上がらない。
ランディウスと共にゴタール村を脱出してからは常時同行する。
ウィラー
声：野島健児 / 鈴村健一
カコンシス軍の全権を任された提督。頭は切れるが剣の腕はからっきしで、本人曰く「士官学校の試験に実技があれば私は受からなかった」。軍師としては非常に有能であるのだが、仕える国王が無能な上、優秀な部下も少ないため、彼自身が無能であるかのように思われていた。事実、ランディウス達が協力してからは破竹の快進撃を続ける（ランフォード曰く「ウィラーの命令を確実に実行できる少数精鋭」）。後発作の『V』では部下であった元傭兵ゴルドリーの横暴を温情で放逐するにとどめるなど司令官としては甘い面も見られ、術策を駆使する参謀長の方により適性のあることが覗える。
ランフォードとは仕官学校時代の親友であるが、敵対しあう立場となってからは、自分をよく知る存在であるがために最も苦手な相手となる（実際、ランフォードからはその頭脳と知略を恐れられている）。
正規ルートのCルートでは後援していた孤児院の職員と孤児達がギザロフに誘拐されたため、止むなくギザロフに協力。ランディウスによって彼らが救出されたため再度カコンシスに戻る。
セレナ
声：浅田葉子 / 戸松遥
25歳。ウィラー配下の女将軍。男勝りだが女性らしさも兼ね備えた大人の女性。ウィラーを好いているが、報われない。毛虫が苦手。Aルートでは彼女にも告白ができる。初期クラスはファイター、隠しクラスはクイーン。
正規ルートであるCルートでは無謀な遠征で本軍を任されエミリーとバルクの総攻撃の目標にされて部下を全滅させられる、想い人のウィラーが（後援している孤児院の子供と職員を誘拐されて）失踪する、ランディウス討伐作戦に嫌々駆り出された揚句に大敗する、ブルーノの体を乗っ取った魔神グラーズに襲われて負傷したまま首都を逃げ回る羽目になるなど受難続きである。
ランフォード
声：安井邦彦 / 駒田航
レーゲンブルグ連邦王国将軍。物語スタート時点では26歳。初期クラスはナイト、隠しクラスはロイヤルガードと剣聖。
連邦でも最強レベルの有力貴族であるサザーランド領邦君主ランベルトの次男であるが、人を身分ではでなく能力と実力で判断する主義で、平民や下級貴族出身の友人や部下も多い。貴族に差別された反動から反発心を見せていたバルクに当初は苦手意識を持っていたが、エミリーの仲裁で和解して以降は親友となる。また、ウィラーとは士官学校時代の親友なのだが、筆記試験で自分を追い抜いて一位だったことと常識に囚われない知略・戦術を用いることから、その頭脳を恐れてもいる。
連邦の上級幹部の中では明白にギザロフを嫌っており、ギザロフのゴタール村殲滅作戦の時にはランディウスとリッキーを逃がす手引きをしている。
正規ルートであるCルートではフレデリック王子を擁して反乱を起こすが、フレデリック暗殺で反乱軍は空中分解。仕方なしにギザロフの命令でカコンシス王国攻撃に向かうが、エミリーに憑依したグラーズに襲われたところをランディウスにエミリー共々助けられ、最終決戦でランディウス側の一員としてギザロフに立ち向かう。
ジェシカ

声：前田愛
当初はギザロフの下に仕えており、天界より盗み出された「賢者の水晶」奪還の機会を覗っていた。Aルートのみランディウス軍にPC参加する他、Cルートでも協力をしてくれる。初期クラスはウォーロック、隠しクラスはアバタール。
リスティル
声：満仲由紀子 / 内山茉莉
ヴェルゼリアの魔族の中堅幹部。それなりに実力はあるのだが、任務に失敗することが多く、ボーゼルからは問題児扱いされている。初期クラスはウェアキャット、隠しクラスはダークプリンセスと魔神。
ボーゼルの配下としてレーゲンブルグ王国宰相派、フレデリック派に協力しており、カコンシス王国に同盟を持ちかける。
正規ルートであるCルートでは同盟に危惧を現したランディウスを恨んで襲撃をかけるも、敗北。もう後がなく、ボーゼルの元に戻っても殺されてしまうと打ち明け降伏。以降は彼の配下として働くこととなる。魔族の事情に詳しいため、貴重な情報源として活躍した。
ランディウスの配下になって以降は人間の文化や感情を理解しようと努力する様子も描かれ、Cルート限定ではあるが彼女にも告白ができる。
ナール
声：土門仁
リスティルに従う魔族の下級幹部。様々なモンスターに変身する能力を有する。初期クラスはインキュバス、隠しクラスはバンパイアロードとデスロード。
正規ルートであるCルートではリスティル共々ランディウスに降服し、彼の指揮下で活躍することとなる。
アイヴァー
声：井上隆之
自称「天才軍師」。カコンシス王に雇われ連邦攻めを後押しするが失策により出奔して、連邦のギザロフ元帥の配下になった。最終的にボーゼルに自身の才能を売り込み力と知識を注ぎ込まれて「天才魔軍師」を自称、Cルートではギザロフから賢者の水晶を盗み出してボーゼルに魔剣アルハザードをもたらした。
ランディウスがヴェルゼリアの思想に賛同するBルートでは仲間になる。

#### ギザロフ一味
ギザロフ
声：柴田秀勝 / 廣田行生
レーゲンブルグ連邦王国将軍。作品序盤で元帥に昇格。本作の最終ボスだが、ルートによってはそうでない場合もある。
魔法力、技術力、戦闘力、政治力、戦略構築能力全てに優秀な天才であるが、シリーズでも最大級のエゴイストで、自分の目的を遂げるためならば平気で他人を使い捨てにする性格。ロシュフォール領邦君主レインフォルスの技術支援のもとで、秘密裏に改造人間やクローン技術の開発、古代兵器修復を手掛けていた。
SS版のおまけテキストで、元々は病気の母親を助けるために必死で働く親孝行で優しい面のある青年であったが、母の死にショックを受けていた時に戦争に負け、敗走の途中で出会ったゲンドラシルに野心を刺激されて後年のような性格に変貌してしまったことが明かされている。
クルーガー
声：高塚正也 / 松岡禎丞
ギザロフの息子でギザロフ一味の実働隊長。陰湿で他人を道具扱いする男であるが、親を大事にしようとする心情も有しており、良くも悪くもギザロフと似ている。クレオネス大王の娘であるローゼンシルを籠絡して結婚、レーゲンブルグ連邦の大王の座に収まる。
正規ルートであるCルートでギザロフがゲンドラシルの知識を借りて生み出したクローンであると判明。ランディウスに敗北した自分を使い捨てにしたギザロフに仕返しをすべくゲンドラシルと手を組むが、ゲンドラシルに騙されて体を乗っ取られてしまう。
小説版でもギザロフのクローンであり、終盤ギザロフに体を乗っ取られるが、最後の最後で道具であったはずのクルーガーの意思がランディウスに協力したことがギザロフの敗因の一つとなってしまった。
邪神ゲンドラシル
声：稲田徹
ギザロフと同盟を結んでいる邪神。ルシリスやカオスよりは格下の神。30年前にネオグロリアから賢者の水晶を盗み出すが、ルシリスの追撃を受け戦闘不能状態に陥ってしまったため、その魔力と知識でギザロフを助けている。
正規ルートであるCルートではクルーガーを唆してアルハザードを回収して、その力を使ってクルーガーの体を乗っ取りギザロフに挑戦するが、ガイフレームに敗れてギザロフに吸収されてしまう。
なお、ラングリッサー世界では邪神は「強力な魔族が神の力を得た存在」と定義されている。
魔神グラーズ
声：坂本正吾
ゲンドラシルの右腕。人間の影に取り付いて肉体を乗っ取る力を持っている。
正規ルートであるCルートではブルーノ将軍に数年前から取り付いており、カコンシス王国の内情を流していた。リスティルに正体を気づかれたため、カコンシス王を殺害した後、宰相に憑依してフレデリック王子を暗殺、さらにその場に居合わせたエミリーに憑依するも、クリムゾ人である彼女の体の勝手が人間とは違っていたせいか、彼女の意志力を抑えることに失敗してどちらの意志でも体を完全には操作できない状況に陥ってしまう。そのため殺害指令を出されたランフォードを砂漠に誘き出して仲間の魔族をけしかけることで殺害しようとするが、ラングリッサーを持ったランディウスがランフォードに加勢したため、エミリーの体から追い出された揚句に倒された。

#### カコンシス王国
カコンシス王
声：青野武
カコンシス王国の王でアンジェリナとシェルファニールの父。
国王としての実務能力は低く、幹部が何人も愛想を尽かして辞職する、ゴルドリーやアイヴァーのような口先ばかりが達者で実力の伴わない人間を重用するなど、特に人事面での失点が甚だしい。
オープニング劇ではレーゲンブルグに旅立つアンジェリナとシェルファニールを心配するなど、小心者ながらも普通の親らしい善性を見せていたが、連邦との開戦と予想外の勝利で人格が破綻していく。
調子に乗った彼は新任の軍師アイヴァーの煽てに乗ってレーゲンブルグに逆侵攻を決定するが、バルクとエミリーに部隊間が伸びきった隙を突かれて軍の大半を失ってしまうという大敗北を喫する。ランディウス率いる前衛部隊が異常を悟って引き返してきたことと、「仮面の魔術師フェアラート」を名乗ったボーゼルが加勢したことにより命だけは取り留めて帰国に成功するが、既にこの時点でほぼ正気を失っており「この世を支配する自分には魔族ですら忠誠を誓って当然」と異常な発言を行っている。
正規ルートであるCルートでは魔族を介してのフレデリック派との同盟に危惧を示したランディウスに怒り、レイチェルを人質に取ってリッキー、マクレーンと共に出撃させた揚句に、シェルファニールとセレナを使って闇討ちにかけようとしたため、次女であるアンジェリナにまで離反され、王族を真っ二つに割った内乱にまで発展させてしまう。ランディウスとアンジェリナに首都の最終防衛線近くにまで迫られている状況でも、事態の深刻さを理解せず、フレデリックとギザロフを天秤にかけて強請るという無茶苦茶な外交を展開していたが、敗走してきたシェルファニールが「ブルーノ将軍が魔族である」との情報を伝えたため、ブルーノ（正確にはブルーノの体を乗っ取ったグラーズ）に殺害された。
なお、Cルートの隠しステージでは敵として登場するが、規格外に強力な他の敵キャラに比べると異常に弱い。
カコンシス王妃
声：青山美帆
カコンシス王国の王妃でアンジェリナとシェルファニールの母。
温厚な性格で積極的に国政に口を挟むことは差し控えているが、夫よりは戦略的な眼力に長けており、ランフォードの経済封鎖作戦の危険性を見抜いて情報を収集し、夫を説得している。ただし、ウィラー提督同様戦闘力は皆無である。このため、Cルートではグラーズに操られたブルーノによって人質にされ、シェルファニールとアンジェリナがランディウスと一時敵対してしまうという事態を招いてしまうが、ジェシカによって救われる。この後、リッキーに、カコンシス王の死によって空位となっていた王位に就くよう進められるが、本人はそれを辞退し、娘のシェルファニールに王位を託す。
カコンシス王子
声：なし
アンジェリナとシェルファニールの兄。レーゲンブルグへ人質として滞在していたが、物語開始直前に変死してしまう。ランフォードはギザロフ一味による暗殺を疑っていた。物語開始前に死亡しているため、会話にて言及されるのみであり直接登場する事はない。
ブルーノ将軍
声：中井和哉
カコンシス王国の将軍。太り気味の大男で温和な言動が多い。
正規ルートであるCルートではカコンシスを煽って無茶苦茶な戦略を実行させ、カコンシス王国の残存兵力とフレデリック派の兵力を壊滅寸前に持っていくが、リスティルに正体を見破られたためカコンシス王を殺害し王城と首都を制圧。首都手前にまで侵攻してきたランディウス達と激突する。
実は物語開始の数年前から魔神グラーズに憑依されており、彼本人の言動は正規ルートのシナリオ23でしか見られない。死に際に魔神グラーズの危険性を警告することで「私なりのけじめ」としたことから、本来の性格は序盤にグラーズが演じていたような温厚で責任感の強い性格であることが見て取れる。

#### レーゲンブルグ連邦王国
エミリー
声：満仲由紀子 / 石川由依
本名エミリエル。ランディウスの生き別れの姉で、同じくクリムゾランダー。ランフォード率いる師団の副官（劇中ではこうなっているが、物語の描写では師団副司令官である）。物語開始時点で21歳。
レクリオ村を襲った洪水（次回作でクリムゾニア強硬派がおこしたものと判明）で、父親が身を挺（てい）して庇ってくれたおかげで命を取り留めたものの、母親や弟とかなり離れた所に流されてしまい、孤児院で育てられ士官学校へと進む。
身内がいないため連邦軍内の立場は弱く、アルダンなどの貴族主義者たちには平民と露骨に軽蔑されている一方、ランフォードやバルクには能力と人格を買われて厚遇されている。
正規ルートであるCルートではアンジェリナの持っていた母の形見のペンダントと情報からランディウスが赤ん坊だった弟の成長した姿であると知って苦悩。その後、ランフォード、バルクと共にフレデリック派に合流するが、グラーズのフレデリック暗殺現場に居合わせてしまったため、宰相の体から離れたグラーズに寄生されて体を半分以上乗っ取られてしまう。完全に体を支配できないことに業を煮やしたグラーズが仲間の魔族を召喚してランフォードを襲撃したタイミングでボーゼルからラングリッサーを奪取したランディウスによって救われる。救出直後にランディウスに姉弟の告白をし、最終決戦後はランフォードの公認の婚約者の座に収まる。
レクリオ村
ランディウスとエミリーの故郷で『V』に登場するブレンダとヴィラージュも暮らしていた。クリムゾランダーの人間社会に開かれた窓口のような役割を果たしていたらしく、人間と共存するクリムゾランダーが暮らしていた。
『IV』開始の20年ほど前に旧敵クリムゾニアが情報収集のために接触するが、リーダーのレインフォルスがここの住人達に共感してクリムゾランダーや人間への友好に大きくシフトしてしまったため、危惧を抱いたゼロ達強硬派の指示を受けたアイゼルによって、ヴィラージュ、ブレンダ、エミリー、ランディウスらを除いて皆殺しにされた。また、アイゼルらが直後に堤防を決壊させて鉄砲水を起こしたため、幼かったエミリーや救助に駆けつけたゴタール村の村長はその真相を知らず、洪水によって滅んだと思い込んでいた。

バルク
声：坂本正吾
レーゲンブルグ連邦王国将軍。物語スタート時点で35歳。
平民から叩き上げで将官に上り詰めた実力者であるが、その過程で貴族の将校からの苛めを受けたらしく、貴族嫌いとして軍内でも有名である。一方で部下や後輩には優しく、エミリーやベルガーを自分の子女のように可愛がっている上に、辺境勤務の兵士にも小まめに激励に回っているため下級将校以下からの人望は厚い。
当初は大貴族の息子であるランフォードを毛嫌いしており、ランフォードにも苦手意識を持たれていたが、エミリーとベルガーの説得とクルーガー敗退で孤立していたときに加勢に駆けつけたランフォードの姿を見て和解。以降は無二の親友となる。
正規ルートであるCルートではランフォード、エミリーと共にフレデリック派に合流するが、フレデリックの死でフレデリック派が分解した後には嫌々ながらギザロフの指揮下に戻る。その後、辺境の砦の防備に回され、ボーゼルを追ってきたランディウスの襲撃を受けて戦死した。
次回作『ラングリッサーV』では死人使いグロブに墓を掘り起こされてゾンビにされた揚句にランフォードにけしかけられてしまうと、さらに不幸が続くことになる。
ベルガー
声：永田一郎
バルク師団の副官。
バルクを慕っており、忠誠心は厚いが、バルクほどの偏見持ちではなく、ランフォードの指揮統率方針や戦略を調べて公平に評価できる冷静さを持っている。
クレオネス大王
声：中井和哉
レーゲンブルグ連邦王国の大王。精神が弱った隙を付かれてギザロフに洗脳され、クルーガーを次の大王にする遺言を残す。
フレデリック
声：堀江秀尚
クレオネス大王の息子で王位継承権第一位。ややお坊ちゃん的なところはあるが、意志力は強くギザロフを以てしても洗脳が出来なかった。その上リヴァース元帥反乱未遂事件に疑念を抱きギザロフ一派を警戒し始めたため、危険視したギザロフによって王位から排除されてしまう。
クルーガーの王位継承に異を唱えた彼は挙兵し、ランフォードや宰相親子、バルクといった反ギザロフ派をまとめ上げた。Aルートではカコンシス王国との同盟がうまく機能したこともあってそのまま内乱に勝利するが、正規ルートであるCルートでは魔神グラーズに操られた宰相の不意打ちを受けて斬殺されてしまう。この際武芸が苦手な宰相にしては鋭い一撃が死体に残ったため、ランフォードに「体を乗っ取る魔物」の存在を示唆することとなった。
自らが注視出来る範囲では洞察能力に優れる名君としての器を示す一方で、つい先日まで激しい戦闘を繰り広げたカコンシスとの同盟に多くの部下を喪い内心複雑であったバルクの心情を察することが出来ないといった面も見られた。
ローゼンシル
声：豊嶋真千子 / 田中理恵
レーゲンブルグ連邦王国大王クレオネスの娘でフレデリックの姉。物語開始時点ではアルダンと相思相愛であった。
野心や悪意のない人物ではあるが、弟のフレデリックに比べ直感力や意志力で劣っていたため、ギザロフに扱いやすい道具として目を付けられ、アルダン亡き後クルーガーに籠絡させられてしまう。クルーガーが大王になったことで将軍の妻ではなく王妃となるが、軟禁状態に置かれた。
宰相
声：今村直樹
レーゲンブルグ連邦王国の宰相。異例のスピード出世で勢力を拡大するギザロフを（それ以上に、クルーガーをローゼンシル姫の花婿候補にしようと画策していることを）快く思わず、魔術師フェアラートと名乗ったボーゼルと組んで彼の妨害を行った。Aルートではアルハザードを取り戻したボーゼルに用済みとして消され（この際、ボーゼルは人間と長期間に渡って協力したのは初めてであること、冗談交じりとはいえそのこと自体はなかなか楽しかったと漏らしている）、Cルートでは魔神グラーズに取り憑かれてフレデリック王子を殺害し、その犯人として処刑された。
作中では一度も名前を呼ばれることがない。
ラッセル
声：小林哲夫
レーゲンブルグ連邦王国宰相の息子。ローゼンシル王女の婿候補の一人で、クルーガーを危険視するフレデリックからは姉の夫にはラッセルの方がマシだと評されていた。Cルートでは挙兵したフレデリックの許に父と共にいち早く駆けつけるものの、グラーズに操られた父がフレデリックを殺害した現場を目撃し、そのまま逐電した。父と共に行政手腕は評価されていた様子。
アルダン
声：稲田徹
連邦軍の4将軍の一人。物語開始時点で30歳。ローゼンシル王女とは相思相愛の関係で、彼女の婿の最有力候補と言われていた。
貴族や王族に対しては礼儀正しく丁重な態度をとる一方、平民や異民族には露骨に軽蔑する態度をとるため、バルクやエミリーには嫌われている。
カコンシス攻撃の第一陣として出撃するも、部隊を分散進軍させたところで伝令部隊司令部をランディウスに潰されたため統制がとれなくなって敗退。敗戦の責任を取らされて将軍から小隊長に降格となる。
その後、ギザロフからバルクの指揮下に入るように命令されるが、「平民ごときの下につくくらいなら死んだほうがマシ」と猛然と拒否したため、休む間もなくランフォードの再侵攻に小隊長として従軍する羽目になり、カコンシスに対する囮としてランディウスと戦う。結局、ここで戦死してしまうが、最後の最後で自分の功名心のために部下まで巻き添えにして戦死させてしまったことを悔いる言葉を残しており、性根からの悪人ではないことを示したことと、ランフォードとローゼンシルには死を悼まれたことが救いであった。
リヴァース
声：中井和哉
連邦軍の元帥。4将軍の一人ギザロフの陰謀によりカコンシス王国との会戦の口実に使われ反逆者として抹殺された。空いた元帥の地位にはギザロフが就任、ギザロフの昇格で空いた将軍の地位にはクルーガーが就任した。
アレックス
声：井上隆之
リヴァース元帥の息子。ギザロフに疑念を抱いて反乱を起こすが、ランフォード将軍の説得により矛を収め後のことを託して責任を取って自害した。

#### その他
ボーゼル

声：塩沢兼人
魔術師フェアラートと名乗り、暗躍している。ランディウスたちに倒された。

## ラングリッサーV 〜The End of Legend〜
『ラングリッサーV 〜The End of Legend〜』は1998年6月18日に発売されたセガサターン用シミュレーションRPG。

### 登場人物
声優名は『V』 / 『モバイル』の順。

#### 独立軍
シグマ（ウェルナー）
声：緑川光 / 同左
本作の主人公。
初期クラスはファイター。隠しクラスは勇者の他、すべての系列の隠しクラスの中からキャラメイキングで決定される。
レーゲンブルク連邦元帥・ギザロフに造られた強化兵士。コードナンバーΣ066。当初は記憶と知識が欠如している（一度クラレットに殺された後、蘇生・生体改造させられたことが原因）。実験により体内の気を増幅する能力を得ている（未完成体のため、生涯で一度だけ）。実は光輝の末裔であり、カルザス帝国リグリア地方領主エギル公爵の一人息子で、母親はカルザス皇帝の妹。彼自身子爵の位を持つ。帝国の近衛騎士団団長を17歳で拝命したほど、卓越した剣の実力を秘めている。
元々はカルザス帝国の将官であり、叔父である皇帝の信頼も厚かったが、皇帝と二人きりの時にヴェルザリアの魔将グロブの奇襲を受け、叔父殺し・皇帝殺しの容疑者とされてしまう。両親が連座で処刑された後、追手を逃れてイェレスに渡りギザロフの私兵となるが、その時点で既に自棄気味であり、追ってきたクラレットに抵抗せずに刺殺された後、ギザロフによって蘇生処置と改造を施されることとなった。
父方からアルテミュラーとファーナ、母方からはルナやランスの血を引いている。外見もファーナとルナが混じったような顔である。
年齢は23歳。シリーズ最年長の主人公である。
小説版では記憶を失う前の本当の名前はウェルナーとされ、後に「モバイル」で正式にこの設定が採用された。
ラムダ（マリアンデール）
声：皆口裕子 / 同左
シグマ同様ギザロフの手によって強化された少女。コードナンバーΛ052。
初期クラスはウォーロック。隠しクラスは魔法使い系のハーミットと神官戦士系のアバタール。
当初は無感情、無表情で、主君であるギザロフの命令第一な面が色濃くあったものの、シグマと道中を共にするうち少しずつ人間らしい感情を取り戻していく。実験によって魔力キャパシティを増幅させられており、ほぼすべての魔法を覚えることが可能な上に高い魔法防御力をも誇る。物語中盤でマクレーンの妹、マリアンデール（愛称マリー）であることが判明。ジェシカの術によって記憶を取り戻すことになる。
魔力の強化の他、マナを生み出す世界樹をはじめとする植物との交信能力を付加されており、これによってアルハザードのマナを操る機能も再現されている。このため、能力の使い方を熟練すればマナ稼働式の兵器を停止させることもできる。
作中に登場した戦禍で廃棄された実家の様子から、強化改造される前の髪色が兄マクレーンと同じ金髪である事、富裕な家のお嬢様である事が分かる。
クラレット
声：川上とも子 / 悠木碧
カルザスの皇女。カルザス皇帝の一人娘で、シグマの従妹でもある。光輝の末裔でルナ、ナーム、シェリーと続くカルザスの直系子孫。
初期クラスはペガサスナイト、隠しクラスは飛兵系のドラゴンマスターと神官戦士系のプリンセス、野伏系のハイマスター。
4年前、父である皇帝殺しの犯人と目されていたシグマをイェレス大陸まで追いかけてきて刺し殺した過去がある。シグマのことを慕っていた（小説版では初恋相手とされている）が、それゆえにショックが大きかったようである。
また、3年前からは魔族討伐への助勢を請うためジェシカを探しに単身出奔。城を空けている間に帝位を簒奪されることとなった。父の死後帝国の実質的な君主となるが、当時のクラレットは今以上に若輩であり、また他力本願な性格でもあったことから「重圧から逃れるため自らジェシカを探しに出たのでは」などとレナードには指摘されている。
前述のように当初はワガママで無責任・他力本願な面が目立つものの、物語が進むにつれ精神的な成長を遂げてゆく。
ブレンダ
声：富沢美智恵 / 大原さやか
女ばかりの傭兵団を率いる女性。
初期クラスはナイト。隠しクラスは騎兵系のロイヤルガードと魔法使い系のハーミット、歩兵系のクイーン。
月の民クリムゾ人の反主流派の末裔であるクリムゾランダーの一族。出自ゆえに、仲間の中では彼女にしか扱えぬ古代呪文もいくつか存在する。姉御肌で面倒見がよく、部下からは慕われている。故郷の村を滅ぼしたかつての恋人、レインフォルスとは因縁がある。シグマ一行の窮地を助け、そのまま雇われる形で同行する。
クリムゾ人
古代にラングリッサーシリーズの舞台になる惑星を支配していた種族。「赤き月」クリムゾを本拠地とする。外見は人間とほとんど変わらず、特に幼少時代には成長速度が人間と同じであるため見分けはつかないが、人間よりも高い魔力と技術力を誇り、数百年単位の長寿を有する。支配時代の最後にクリムゾに住む貴族を中心とした主流派である「クリムゾニア」と地上で搾取されていた労働者階級を中心とした反主流派「クリムゾランダー」に分かれて大戦争を繰り広げた結果、地上に壊滅的な被害をもたらした上、彼らの本拠であるクリムゾも軌道が狂ってしまい、地上の主導権を繁殖力の高い人間に奪われた。
魔剣アルハザードは本来クリムゾ王専用武器であり、強襲型魔光剣は王族用のカスタム武器（PS版のハードモードではレインフォルスも装備している）、ラングリッサーはクリムゾランダーが作り出したアルハザードのコピーを『ラングリッサーIII』でルシリスが改造したものである。
小説版では設定が異なり、純血のクリムゾ人がクリムゾニア、地上人との混血がクリムゾランダーという分類である。

アルフレッド
声：岩永哲哉 / 榎木淳弥
レーゲンブルク連邦レイノルズ地方領主ロックウェルの次男。
初期クラスはファイター。隠しクラスは野伏系のハイマスターと海兵系のサーペンマスター。
父親殺しの汚名を着せられ逃亡中に、面識のあったシグマに助けられ、以後同行することとなる。
お坊ちゃん育ちなために世間慣れしておらず、他人を疑うということを知らないお人好しだが、シグマ逹と共に激しい戦乱を潜り抜ける内に成長を遂げ、兄であるアルヴィンスとの因縁を断ち切るに至る。
ランフォード
声：安井邦彦 / 駒田航
ギザロフ亡き後、連邦の元帥となった。
初期クラスはナイト。隠しクラスはロイヤルガードとドラゴンマスター。
魔族の策略により投獄されるも、エミリーとその弟であるランディウスの助力で脱獄。魔族討伐の志を同じくするシグマ一行に加わる。
ランディウスとは盟友となっており、お互いに軽口を叩く仲である。
ヴィラージュ
声：松野太紀 / 福山潤
月の民クリムゾ人の反主流派の末裔であるクリムゾランダーのリーダー格。古代の知識に詳しく、いくつかの古代兵器も所有している。地上の民に災いをなそうとするクリムゾニアに対抗すべく、シグマたちに助力する。ブレンダとは兄妹のような関係である。
ジェシカ

声：前田愛
魔族の手に奪われた聖剣と魔剣を取り戻すため、混乱するエルサリアを救うために、光輝の末裔であるシグマたちに助勢する。NPC参加。
マクレーン
声：神谷浩史 / 三木真一郎
カコンシスで将軍職に請われていたが、断って想いをよせるジェシカを追ってエルサリア大陸に渡る。道中で妹、マリアンデールとの再会も果たし、やや兄バカな一面を覗かせる場面も。最終的には新生カルザスの総司令官に就任する。NPC参加。

#### クリムゾニア
レインフォルス
声：速水奨 / 同左
レーゲンブルク連邦ロシュフォール地方領主。知勇に優れ、ギザロフの反乱に乗じてアルヴィンスらと三国同盟を結成。ギザロフの研究所で眠っていたシグマたちを手に入れるべく付け狙う。実は赤き月の民クリムゾニアの太子であり、祖国を救うために世界樹と対話できる素体（＝ラムダ）を必要としている。
太子という地位にも拘らず、彼自身は人間やクリムゾランダーに対してクリムゾニアの中では最も友好的な部類に入り、暴力的な地上支配の実現には疑問を持っていた。地上人でも公正に扱い、緊急時は自ら率先して部下の救助に当たり、非戦闘員は手に掛けないなど規律ある行動を旨とするため、領民や兵士の支持及び士気は極めて高く、連邦本国相手に優勢に戦いを繰り広げる原動力となった。
オメガ
声：堀秀行 / 矢野智也
シグマやラムダ同様ギザロフの手で造られた強化兵士。コードナンバーΩ137。Σタイプの完成形である彼は気力増幅の能力を際限なく使える。かつてギザロフ配下ナンバー1の地位をシグマに奪われたことでプライドを傷つけられ、己の優位を証明するため、また孤児だった自分を育ててくれたギザロフへの恩義からシグマたちと敵対。利害の一致するレインフォルスに加担する。
一市民に過ぎなかったマクレーンとマリアンデールをギザロフの人体実験の材料としてさらった張本人でもある。
アイゼル
声：岸野幸正 / 綿貫竜之介
レインフォルスの腹心。地上人でありながらレインフォルスを慕う、無骨な性格の将軍。レインフォルスからの信頼も厚い。地上人であるため思想的にはレインフォルス達親地上人派のクリムゾニアに賛同している。ゼロの命令でレクリオ村を壊滅させ、レインフォルスとブレンダに誤解を与え、破局させてしまった張本人であるが、二人が本気で愛し合っていたと知っていたため、本人はそのことに負い目を感じていた。なお、ブレンダがレクリオ村の惨劇に巻き込まれずにすんだのは、アイゼルが直前に彼女だけを裏山に呼び出したから。
ゼロ
声：増谷康紀 / 加藤将之
レインフォルスの参謀を務めるクリムゾニア。常に祖国のことを第一に考え、レインフォルスへの忠誠心は厚いが、そのために私情を殺し、時に冷酷な作戦も下すことも。
クリムゾンナイツ
声：吉本収一郎
純血のクリムゾニアのみで構成される9人の精鋭騎士。劇中では「Cナイツ1 - 9」と表示される。名前がわかっているのは、No.1・アインス、No.8・アハト、No.9・ノインの3人だけ。それぞれが一騎当千の実力であるとされる。作中では1、2、6 - 9の6人が敵として登場。3 - 5のいずれかと思われる人物も2名、終盤の間劇にて登場する。
アハトとノインの2人はオメガのヴァルタール攻撃作戦時に一般人への攻撃を拒否しようとしたことから、地上人に友好的なレインフォルスの思想に協賛しているようである。
PS版のハードモードでは全員と戦えるようになっており、全滅させた場合でもノーマルモードと同じく終盤の間劇に2人登場する。

#### レーゲンブルク連邦
エミリー
声：満仲由紀子 / 石川由依
今作で本名のエミリエルとクリムゾランダーという出自が判明した。前作より昇進し、現在は将軍職にある。ローゼンシルの相談相手も務め、魔族の策謀にいち早く気づいてランフォードを脱獄させる。上官であるランフォードとの恋仲は順調な模様。
ローゼンシル
声：豊嶋真千子 / 田中理恵
父のクレオネス大王、弟のフレデリック王子を続きざまに失い、女王として即位。温室育ちなため世間知らずだが、ランフォードやエミリーの忠言を聞き入れ、善政を敷いている。しかし、宰相を情実人事で任命したことを発端に功臣ランフォードの投獄という事態を招いた際には「人の意見に流されやすい」側面が色濃く出てしまった。
ギザロフ
声：柴田秀勝 / 廣田行生
大いなる野望に燃え、連邦元帥の地位を悪用して全世界を混乱に陥れた男。シグマたち強化兵士の主でもある。
ラッセル
声：小林哲夫
前の宰相の息子。前作ではギザロフの命を受けた魔神グラーズによる失脚でそのまま行方不明になるが、ギザロフの反乱が終結すると帰参した。ランフォードを始めとする周囲からの厚い人望と優れた行政手腕を認められて新宰相に任じられるが、連邦軍の弱体化や戦乱を拡大させようと目論む等不可解な行動を行う。
アルヴィンス
声：増谷康紀 / 鈴木崚汰
ロックウェルの長男。家督を継ぎ領主となるも、レインフォルスの甘言に乗せられ帝国に対し反旗を翻す。非常に野心の強い人物で、我欲のために肉親を犠牲にすることも厭わない。
少年時代はアルフレッドを可愛がっていたらしく、遊技場に弟を連れだしたりしていたが、家督を継いだ直後から前述のような性格への変心が始まったらしい。
ランベルト
声：置鮎龍太郎 / 岡井カツノリ
サザーランド地方領主で、ランフォードの父。ロックウェルとは古くからの親友であった。とある理由からランフォードを絶縁とし、三国同盟に加わることになる。
クリフォード
ランベルトの長男。とある理由からIV以前に死亡しており名前のみ登場。
マスターソン
声：麻生智久
ランベルトに仕える執事。騎馬の扱いにも長け、ランフォードに稽古を付けた事もある忠臣。

#### カコンシス王国
ランディウス
声：置鮎龍太郎 / 同左
前作の主人公。今作ではカコンシス王国の大使として登場する。赤き月の民クリムゾ人の反主流派クリムゾランダーの一族であることが姉共々証明された。NPC参加。
本来クリムゾ王専用の武器であるアルハザードやそのコピーであるラングリッサー（PS版ではクリムゾ王族用の武器である強襲型魔光剣も使用可能）をカオスやルシリスのサポート無しで操れる点から、彼ら姉弟の家系は王族反主流派の可能性もある（クリムゾの太子であるレインフォルスはアルハザードと魔光剣を使用する描写があるものの、同じクリムゾランダーであるブレンダは使用不可能）。
なお、戦闘シーンできちんとした台詞を発する唯一のキャラ（他のキャラクターは掛け声だけ）。
アンジェリナ
声：なし
カコンシス王国王妹で前作のヒロイン。先の戦争の後にカコンシス軍の将軍の任務に就いている。
首都防衛部隊の指揮を担当していたらしく、作品終盤まで首都詰めに甘んじていたが、クリムゾニアとの和解後、再びランディウスの指揮下に入り魔族との戦いに出撃する。
台詞を発するシーンが2箇所しかないため、ボイスはなし。
シェルファニール
声：なし
カコンシス女王で前作のヒロインの一人。
国家元首の立場から首都を動くことはなかったが、終盤の魔族との決戦には自ら出撃した。
妹同様、台詞は2箇所しかなく、ボイスなし。
ウィラー
声：野島健児 / 鈴村健一
カコンシス軍の全権を任された提督。前作同様頭は切れるが剣の腕はからっきし。ゴルドリーの軍紀違反が暴露された後も追放するだけで処罰しないなど、軍隊の統率者としてはやや甘い点が目立つ。むしろランディウスのような有能な統率者を得た上での軍師・戦術参謀としての働きの方に適性がある。
セレナ
声：浅田葉子 / 戸松遥
ウィラー配下の女将軍。上官であるウィラーへの恋心は今作でもまだ通じてはいない。
今作でもゴルドリーの無断徴税の一件で大恥をかいた上に、ウィラーがゴルドリーとシグマ一行の乱闘に巻き込まれて重傷を負うなど前作正規ルートに続いて災難が続いている。
ゴルドリー
声：稲葉実 / 下鶴直幸
傭兵上がりの士官で、軍の許しなく勝手に通行税を取っていた。そのことをウィラーに咎められて出奔する。

#### カルザス帝国
ギルモア
声：井上隆之
元は帝国の大臣であり、クラレットが城を3年間も空けている間に軍部と政務を掌握。貴族中心の新法を発布し、新皇帝を名乗る。非常に猜疑心が強く、腹心のクェイド以外は貴族ですら信用していない。「自分も王家の血をひいている、ランスとクリスの間に生まれたレオンが自分の始祖」を語ったが、その当時の歴史を目の当たりにしているジェシカにすぐ嘘を見破られ一蹴された。
クェイド
声：高塚正也
ギルモアの信任厚き貴族で、位は侯爵。メイクの濃い中年の男性でナルシストな面が目立つが、それに恥じない戦闘力を持っている。
クフィール
声：神谷浩史
カルザス軍の主力である飛兵隊を束ねる団長。部下からの信頼も厚い優秀な軍人である一方、職人気質な人物で、負けっぱなしではすませたくないと幾度も戦いを挑んでくる。
レナード
声：吉水孝宏
サルラス地方領主で位は公爵。一度は助力を請うクラレットを突き放すも、彼女の精神的成長に触れ革命軍を組織する。革命戦争では帝国の大軍を相手に終始劣勢を強いられるものの、最後まで粘りきる優秀な軍事司令官としての一面を見せた。
エリック
声：中井和哉
有力貴族の出で、クラレットの婚約者。当初はクフィールの配下に属している。皇帝の一人娘のフィアンセに相応しい爽やかな好青年。
皇帝
声：無し
カルザス帝国の皇帝でランス・ナーム夫妻の直系の子孫。クラレットの父でシグマの叔父でもある。
甥であるシグマの実力を誰よりも買っており、17歳の若さで近衛騎士団長に抜擢して常に傍に置いていた。
シグマと二人きりでいるところを、ヴェルゼリアの魔将グロブの奇襲を受け、絞殺された揚句にゾンビにされて甥の剣で自分の胸を貫いて自刃してしまう。クラレットたちの検視ミス（絞殺を刺殺と誤認した）も合わさって結果的には国の崩壊の引き金となってしまった。

#### 魔族
魔将軍ガイエル
声：稲葉実
かつてのリグリア帝国将軍であり、1000年前よりヴェルゼリア三魔将に加わる。ボーゼル亡き後も暗躍し、聖剣ラングリッサーと魔剣アルハザードをジェシカの手から奪い、さらには魔剣の真の力にも気づくこととなる。新参扱いを受けていることもあり、グロブ、フェラキアとは反りが合わず、また、元人間であるためかボーゼルやカオスに対する崇拝の念も薄い。
死人使いグロブ
声：中井和哉
死者をゾンビとして蘇らせることのできる、ヴェルゼリア三魔将が一人。カルザス皇帝を暗殺し、その容疑を皇帝の甥であるシグマに着せることでカルザス帝国の崩壊を引き起こした。劇中ではさらに、アルフレットの父親であるロックウェルや、ランフォードの盟友であったバルクをゾンビとして蘇らせ、本人たちにけしかけるなど、『V』の敵キャラの中では最もシグマたちの怒りを買い、忌み嫌われた。
変幻のフェラキア
声：小粥よう子 / 寺依沙織
他人に化けることで内側からの混乱を引き起こすことを得意とする、ヴェルゼリア三魔将が一人。主君ボーゼルの復活、ひいては闇の神カオスの復活のため、グロブ共々暗躍する。レーゲンブルグ連邦に宰相として入り込み、ランフォードを失脚させることに成功するが、ラングリッサーで正体を暴かれる。物語終盤でランディウスに戦いを挑むが、歯が立たずに敗れ去った上にその死体はグロブによって操られ、彼の下僕としてシグマたちと戦うことになる。

#### その他
ジークハルト
声：柴田秀勝
かつてのエルスリード王国初代国王にして、聖剣の意志として1000年にも渡る長き聖剣と魔剣との戦いを見つめてきた、「光輝の末裔」の始祖。
ランディウスとエミリーの母
声：小粥よう子
レクリオ村に住んでいたクリムゾランダー。邪神ゲンドラシルがルシリルの下から盗み出した「賢者の水晶」を回収して管理していた。
ゼロに強要されたアイゼルが起こした鉄砲水で夫、娘と分断された揚句に、自身も致命傷を負う。最後の力を振り絞って乳児の息子と賢者の水晶を救援にきた隣村ゴタールの村長に託して絶命した。
マクレーンとマリアンデールの母
声：富沢美智恵
レーゲンブルグとカコンシスの国境の町ポーリアの富豪夫人。
息子と娘が消息不明になった後、ポーリアがカコンシス軍の侵攻を受けたため、北方のヴァルタールに集団疎開していたところを対マクレーン用の盾としてクリムゾナイツに捕まってしまった。
なお、マクレーンは故郷の破壊と住民のヴァルタールへの脱出を知ってはいたが、異形の姿に変わった自分の姿を恥じていたことと、故郷を破壊した軍隊に参加していたことから会いに行くことを控えていた。
息子と娘の金髪（ただしマリアンデールは改造の影響で紫色の異形の髪に変わっている）は彼女から受け継がれたものである。